# A Tribute to Jack Johnson
A Tribute to Jack Johnson je studiové album amerického jazzového trumpetisty Milese Davise věnovaný boxerovi Jacku Johnsonovi a hudba z alba rovněž byla použita v dokumentárním filmu o něm. Převážná část alba (první skladba a polovina druhé) byla nahrána 7. dubna 1970 ve studiu Columbia 30th Street Studio v New Yorku. Druhá část druhé skladby byla nahrána 18. února téhož roku ve stejném studiu. Album produkoval Teo Macero a vyšlo 24. února 1971 u vydavatelství Columbia Records.

## Seznam skladeb
Autorem všech skladeb je Miles Davis.
| Pořadí | Název     | Délka |
| ------ | --------- | ----- |
| 1.     | Right Off | 26:53 |
| 2.     | Yesternow | 25:34 |

## Obsazení
- Miles Davis – trubka
- Steve Grossman – sopránsaxofon (7. duben)
- Bennie Maupin – basklarinet (18. února)
- John McLaughlin – elektrická kytara
- Sonny Sharrock – elektrická kytara (18. února)
- Herbie Hancock – varhany (7. duben)
- Chick Corea – elektrické piano (18. února)
- Michael Henderson – baskytara (7. duben)
- Dave Holland – baskytara (18. února)
- Jack DeJohnette – bicí (18. února)
- Billy Cobham – bicí (7. duben)